# Віллібальд Шмаус
Віллібальд Шмаус (нім. Willibald Schmaus, 16 червня 1912 — 27 квітня 1979) — австрійський футболіст, що грав на позиції півзахисника, а пізніше захисника. Виступав за клуб «Ферст Вієнна» (Відень), а також національні збірні Австрії і Німеччини.
Чотириразовий чемпіон Австрії, дворазовий володар Кубка Австрії, володар Кубка Мітропи.

## Клубна кар'єра
У футболі дебютував 1931 року виступами за «Ферст Вієнна» (Відень), кольори якої і захищав протягом усієї своєї кар'єри гравця, що тривала тринадцять років. За цей час тричі виборював титул чемпіона Австрії, ставав володарем Кубка Австрії.

## Виступи за збірні
1935 року дебютував в офіційних матчах у складі національної збірної Австрії. Протягом кар'єри у національній команді, провів у її формі 15 матчів. Після аншлюсу став грати за збірну окупантів. Провів у її складі 10 матчів.
У складі національної збірної Австрії був присутній в заявці збірної на чемпіонаті світу 1934 року в Італії, але на поле не виходив.
У складі національної збірної Німеччини був присутній в заявці збірної на чемпіонаті світу 1938 року у Франції, але на поле не виходив.
Помер 27 квітня 1979 року на 67-му році життя.

## Статистика виступів

### Статистика виступів у кубку Мітропи
| №                      | Розіграш               | Стадія                 | Дата та місце проведення | Команда 1              | Рахунок | Команда 2           | Голи та інші дії |
| ---------------------- | ---------------------- | ---------------------- | ------------------------ | ---------------------- | ------- | ------------------- | ---------------- |
| 1                      | 1931                   | 1/2                    | 20.09.1931, Рим          | Рома (Рим)             | 2:3     | Ферст Вієнна        |                  |
| 2                      | 1931                   | 1/2                    | 24.09.1931, Відень       | Ферст Вієнна           | 3:1     | Рома (Рим)          |                  |
| 3                      | 1931                   | фінал                  | 8.11.1931, Цюрих         | Ферст Вієнна           | 3:2     | ВАК                 |                  |
| 4                      | 1931                   | фінал                  | 12.11.1931, Відень       | ВАК                    | 1:2     | Ферст Вієнна        |                  |
| 5                      | 1932                   | 1/4                    | 25.06.1932, Відень       | Ферст Вієнна           | 5:3     | Уйпешт (Будапешт)   |                  |
| 6                      | 1932                   | 1/4                    | 29.06.1932, Будапешт     | Уйпешт (Будапешт)      | 1:1     | Ферст Вієнна        |                  |
| 7                      | 1932                   | 1/2                    | 10.07.1932, Болонья      | Болонья                | 2:0     | Ферст Вієнна        |                  |
| 8                      | 1933                   | 1/4                    | 26.06.1933, Відень       | Ферст Вієнна           | 1:0     | Амброзіана-Інтер    |                  |
| 9                      | 1933                   | 1/4                    | 2.07.1933, Мілан         | Амброзіана-Інтер       | 4:0     | Ферст Вієнна        |                  |
| 10                     | 1935                   | 1/8                    | 18.06.1935, Відень       | Ферст Вієнна           | 1:1     | Спарта (Прага)      |                  |
| 11                     | 1935                   | 1/8                    | 22.06.1935, Мілан        | Спарта (Прага)         | 5:3     | Ферст Вієнна        |                  |
| 12                     | 1936                   | 1/8                    | 20.06.1936, Будапешт     | Хунгарія (Будапешт)    | 0:2     | Ферст Вієнна        |                  |
| 13                     | 1936                   | 1/8                    | 28.06.1936, Відень       | Ферст Вієнна           | 5:1     | Хунгарія (Будапешт) |                  |
| 14                     | 1936                   | 1/4                    | 5.07.1936, Відень        | Ферст Вієнна           | 2:0     | Амброзіана-Інтер    |                  |
| 15                     | 1936                   | 1/4                    | 12.07.1936, Мілан        | Амброзіана-Інтер       | 4:1     | Ферст Вієнна        |                  |
| 16                     | 1937                   | 1/8                    | 13.06.1937, Відень       | Ферст Вієнна           | 2:1     | Янг Фелловз         |                  |
| 17                     | 1937                   | 1/4, перегр            | 14.07.1937, Будапешт     | Ференцварош            | 2:1     | Ферст Вієнна        |                  |
| Всього у кубку Мітропи | Всього у кубку Мітропи | Всього у кубку Мітропи | Всього у кубку Мітропи   | Всього у кубку Мітропи | 17      |                     | 0                |

## Титули і досягнення
- Чемпіон Австрії (4):

«Вієнна» (Відень): 1930—1931, 1932—1933, 1941—1942, 1942—1943
- Володар Кубка Австрії (2):

«Вієнна» (Відень): 1930—1931, 1936—1937
- Володар Кубка Мітропи (1):

«Вієнна» (Відень): 1931
- Переможець Німецького гімнастичного і спортивного фестивалю (1):

Збірна Остмарк: 1938